# Ministikwan 161
Ministikwan 161 är ett reservat i Kanada.   Det ligger i provinsen Saskatchewan, i den centrala delen av landet, 2 600 km väster om huvudstaden Ottawa.
I omgivningarna runt Ministikwan 161 växer i huvudsak blandskog. Trakten runt Ministikwan 161 är nära nog obefolkad, med mindre än två invånare per kvadratkilometer.